# William Jones (matemático)
William Jones FRS (Llanfihangel Tw'r Beird, Anglesey, 1675 – 3 de julho de 1749) foi um matemático galês, mais conhecido por usar o símbolo π (a letra grega Pi) para representar a razão entre a circunferência de um círculo e seu diâmetro. Ele era um amigo próximo de Sir Isaac Newton e Sir Edmund Halley. Em novembro de 1711 ele se tornou um membro da Royal Society, e mais tarde foi seu vice-presidente.

## Biografia
William Jones era filho de Siôn Siôr (John George Jones) e Elizabeth Rowland na paróquia de Llanfihangel Tre'r Beirdd, cerca de 4 milhas (6,4 km) a oeste de Benllech, na Ilha de Anglesey. Ele frequentou uma escola de caridade em Llanfechell , também na Ilha de Anglesey, onde seus talentos matemáticos foram descobertos pelo proprietário de terras local, Lord Bulkeley, que arranjou para ele trabalhar na contabilidade de um comerciante em Londres. Seus principais patronos foram a família Bulkeley, do norte do País de Gales, e mais tarde o conde de Macclesfield.
Jones inicialmente serviu no mar, ensinando matemática a bordo de navios da Marinha entre 1695 e 1702, onde se interessou muito pela navegação e publicou A New Compendium of the Whole Art of Navigation (Um novo compêndio de toda a arte da navegação) em 1702, dedicado ao benfeitor John Harris. Neste trabalho ele aplicou matemática à navegação, estudando métodos de cálculo da posição no mar. Depois que suas viagens terminaram, ele se tornou professor de matemática em Londres, tanto em cafeterias quanto como professor particular do filho do futuro conde de Macclesfield e também do futuro barão Hardwicke.

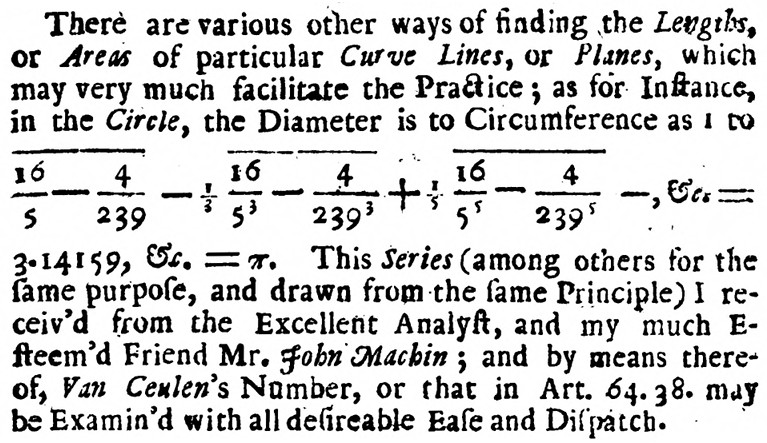
Uso de π por Jones

Jones publicou Synopsis Palmariorum Matheseos em 1706, uma obra destinada a iniciantes e que incluía teoremas sobre cálculo diferencial e séries infinitas. Isso usava π para a razão entre a circunferência e o diâmetro, seguindo abreviações anteriores para a palavra grega periferia (περιφέρεια) de William Oughtred e outros. Seu trabalho de 1711 Analysis per quantitatum series, fluxiones ac differentias introduziu a notação de pontos para diferenciação em cálculo. Ele foi notado e amigo de dois dos mais importantes matemáticos da Grã-Bretanha - Edmund Halley e Sir Isaac Newton - e foi eleito membro da Royal Society em 1711. Mais tarde, ele se tornou o editor e editor de muitos dos manuscritos de Newton e construiu uma biblioteca extraordinária foi uma das maiores coleções de livros sobre ciência e matemática já conhecidas, e só recentemente foi totalmente dispersa.
Casou-se duas vezes, em primeiro lugar com a viúva de seu patrão, cuja propriedade herdou quando ela morreu, e em segundo lugar, em 1731, com Mary, a filha de 22 anos do marceneiro George Nix. Seu filho, também chamado William Jones e nascido em 1746, era um filólogo renomado que estabeleceu ligações entre o latim, o grego e o sânscrito, levando ao conceito de grupo de línguas indo-europeias.

## References
1. ↑  «Jones, William». The Galileo Project. Universidade Rice. Consultado em 1 de julho de 2018
2. ↑  «Library and Archive catalogue». Royal Society. Consultado em 1 de novembro de 2010 [ligação inativa]
3. 1 2  «Jones biography». University of St. Andrews. Consultado em 12 de dezembro de 2010
4. ↑  Cyfri'n Cewri by Gareth Ffowc Roberts; University of Wales Press (2020); p. 14.
5. ↑  William Jones (1702). A New Compendium of the Whole Art of Navigation. [S.l.: s.n.] Consultado em 3 de fevereiro de 2011
6. ↑  Jones, William (1706). Synopsis Palmariorum Matheseos : or, a New Introduction to the Mathematics (em inglês). [S.l.: s.n.] pp. 243, 263
7. ↑  Rothman, Patricia (7 de julho de 2009). «William Jones and his Circle: The Man who invented Pi». History Today. Consultado em 6 de outubro de 2017
8. ↑  Roberts, Gareth Ffowc (14 de março de 2015). «Pi Day 2015: meet the man who invented π». The Guardian (em inglês). ISSN 0261-3077. Consultado em 6 de outubro de 2017
9. ↑  Bogart, Steven. «What is pi, and how did it originate?». Scientific American (em inglês). Consultado em 6 de outubro de 2017. Cópia arquivada em 6 de outubro de 2017
10. ↑  Archibald, R. C. (1921). «Historical Notes on the Relation {\displaystyle e^{-(\pi /2)}=i^{i}}». The American Mathematical Monthly. 28 (3). 121 páginas. JSTOR 2972388. doi:10.2307/2972388. It was probably suggested to Jones by Oughtred who employed the symbol in a different sense.
11. ↑  Garland Hampton Cannon (1990). The life and mind Oriental Jones. [S.l.: s.n.] Consultado em 3 de fevereiro de 2011
12. ↑  «How a farm boy from Wales gave the world pi». The Conversation. Consultado em 14 de março de 2017
13. ↑  Roberts, Gareth Ffowc (14 de março de 2015). «Pi Day 2015: meet the man who invented π». The Guardian. Consultado em 14 de março de 2015